# Chimo (écrivain)
Pour les articles homonymes, voir Chimo.
Chimo est le pseudonyme d'un écrivain contemporain qui a jusqu'ici refusé de dévoiler son vrai nom.

## Biographie
L'écrivain utilisant un nom de plume et gardant l'anonymat, les noms de Vincent Ravalec et de l'éditeur Olivier Orban ont été avancés.
Le roman Lila dit ça qui fait connaître Chimo en 1996, raconte l'histoire d'un jeune beur fasciné par une Gauloise, une jolie jeune fille libérée, blonde, issue d'un milieu catholique. Le roman est adapté au cinéma en 2005 par Ziad Doueiri sous le nom de Lila dit ça.

## Œuvres
- 1996 : Lila dit ça, Plon  (ISBN 2-259-18473-1) - adapté au cinéma en 2005 par Ziad Doueiri
- 1997 : J'ai peur, Plon  (ISBN 2-259-18649-1)